# Canon EOS 5D Mark IV
La Canon EOS 5D Mark IV és una càmera rèflex digital de 35 mm (Full Frame) fabricada per Canon. Aquesta, va ser anunciada el 25 d'agost de 2016 amb un preu de venta suggerit de 3.299€ només cos.
Aquest model va substituir a la Canon EOS 5D Mark III.
La fotògrafa Amber Bracken, va realitzar la fotografia escollida com la guanyadora del World Press Photo 2022 amb una Canon EOS 5D Mark IV. La fotografia commemora els nens que van morir a Kamloops

## Característiques[5]
Les seves característiques més destacades són:
- Sensor d'imatge CMOS Full Frame de 30,4 megapíxels
- Processador d'imatge DIGIC 6+
- 61 punts d'autoenfocament / 41 punts en creu
- Dual Píxel amb detecció de cara
- Disparo continu de 7 fotogrames per segon
- Sensibilitat ISO 100 - 32.000 (ampliable fins a L: 50, H1: 51.200, H2: 102.400)
- Gravació de vídeo: 4K fins a 25/30 fps (amb retall d'1,64x) i FULL HD 1080p a 50/60 fps
- Gravació de vídeo time lapse a 4k i Full HD 1080p
- Pantalla LCD de 3,2" d'1.620.000 píxels tàctil
- Connexió NFC i Wi-Fi
- Bateria LP-E6N
- Entrada de Jack de 3,5mm per a micròfons externs o gravadores i entrada d'auriculars
- Protecció contra esquitxades i pols[6]

## Diferències respecte a la 5D Mark III[7]
- Resolució del sensor d'imatge: 30,4 megapíxels, en lloc de 22,3 megapíxels
- Sensibilitat ISO: Fins a ISO 32.000, en lloc de 25.600
- FPS: 7 fps, en lloc de 6 fps
- Resolució de pantalla superior: Pantalla tàctil de 1.620.000 píxels, en lloc de pantalla no tàctil de 1.040.000 píxels
- Gravació de vídeo: Gravació de vídeo 4K a 25 fps, en lloc de vídeo 1080p a 25 fps
- Transmissió WI-Fi que la seva predecessora no tenia

## Actualitzacions
El 2017 Canon va presentar un firmware de pagament per aquesta càmera, el qual afegeix la possibilitat de poder gravar vídeo amb C-Log (corba logarítmica) com la gamma d'EOS Cinema.
A principis del 2019, Canon va llançar una actualització, la qual permet gravar una nota de veu en una fotografia. Aquesta té un cost extra de 99€ a Espanya.

## Inclòs a la caixa[10]
- Càmera EOS 5D Mark IV
- Corretja ampla
- Bateria LP-E6N
- Carregador de bateria LC-E6E
- Ocular EG
- Protector del cable
- CD EOS Digital Solution

## Accessoris compatibles
- Tots els objectius amb muntura EF
- Flaixos amb muntura Canon
- Micròfons amb entrada de Jack 3,5 mm
- Auriculars amb entrada de Jack 3,5 mm
- Targetes de memoria SD, SDHC i SDXC
- Empunyadura BG-E20
- Cable mini HDMI (tipus C)